# Coffea costatifructa
Espèce
Statut de conservation UICN

 EN B2ab(iii) : En danger
Coffea costatifructa est une espèce de plantes de la famille des Rubiaceae.

## Publication originale
- Kew Bulletin 49: 338. 1994.